# 三角洲3000
三角洲3000（英語：Delta 3000）系列是美國的一次性使用运载系统，用於在1975年至1989年之間進行38次軌道發射。它是三角洲系列運載火箭的成員。存在幾種變體，它們以四位數的數字代碼區分。